# 新地镇 (梧州市)
新地镇，是中华人民共和国广西壮族自治区梧州市龙圩区下辖的一个乡镇级行政单位。

## 行政区划
新地镇下辖以下地区：
新地社区、回龙村、大维村、雁村、训村、新铺村、思贤村、都梅村、龙窝村、新地村、富回村、古卯村、四落村、古令村、殿村、洞心村、大同村、富禄村、题铺村、大村和新科村。